# 潘家大楼
潘家大楼，位于山东省济宁市市中区，最初为潘鸿钧的私宅，是中华人民共和国山东省文物保护单位之一。
2006年12月7日，授予山东省文物保护单位，是一座近现代重要史迹及代表性建筑。